# Skylanders: Giants
Skylanders: Giants släpptes 2012 och är det andra tv-spelet i Skylandersserien. Spelet innan det var Skylanders Spyros Adventure (2011). Det släpptes bland annat på konsolerna Wii, Xbox 360 och PS3 med några fler. Nytt för detta spel är Skylanders som är kallade jättar där av namnet Giants. 

## Handling
Karaktären Kaos vaknar upp på planeten Jorden i en leksaksbutik där han får syn på en portal of power. Eftersom han är en portalmästare så kan han behärska portalen och ta sig tillbaka till Skylands igen. När han tar sig tillbaka till Skylands så får han kontakt med en robot som kallar sig själv för en arkeyan. Arkeanerna var för länge sedan en grupp robotarmé. Kaos och arkeyanroboten tillsammans med karaktären Glumshanks försöker nu leta efter kartan som leder dom till “Arkus järnnäve”. Det är en stor handske gjord i järn som Kaos kan använda för att bli arkeyanrobotarnas nya ledare och härska över Skylands. Nu är det upp till spelaren tillsammans med sina Skylanders att stoppa Kaos.

## Karaktärer

Skylanders Giants Karaktärer är märkta med färgen orange på undersidan av samlarobjektet. Skylanders exempel på bilden: Series 2 Chop Chop

Jättarna kan lyfta bumlingar och dra in öar med deras bara kraft. Detta används mest för att samla collectibles. Exempel på jättar är Tree Rex, Swarm och Ninjini. Series 2 figurer är figurer från första spelet men med en ny pose på själva 3D-modellen av figuren som du ställer på portal of power. Det finns även nya core skylanders som är nya skylanders för spelet, dom är lika stora som series 2 figurerna. Alla figurer från Skylanders Spyro's Adventure funkar även i Giants.

## Startpaket

I Skylanders Giants så finns det något som heter Magic items. Dessa hjälper dig döda fiender, ger dig pengar och ger dig liv i spelet när dom placeras på Portal of power. Dessa typer av samlarobjekt kan även ses i spelen: Skylanders Spyro´s Adventure, Skylanders Swap Force och Skylanders Trap Team. Skylanders Giants Magic items-exempel på bilden: (den i mitten = Kanon) övriga Magic items i bilden är från andra skylanders-spel.

I det vanliga startpaketet för Skylanders Giants får spelaren med tre skylanders som heter Series 1 Jet-Vac, Series 2 Cynder och Tree Rex. Spelaren får också med en poster så man kan se allting man kan samla på och man får med en portal of power och spelet.

## Spelutvecklare

Magic Item, (Kanon) (När samlarobjektet laddas in i spelet efter att den har placerats på Portal of power)

Spelet skapades av Toys For Bob och publicerades av Activision. All musik som förekommer i spelupplevelsen är komponerad av Filmkompositören Lorne Balfe.

## Liknande koncept som Skylanders
- Amiibo – spelfigurer/samlarfigurer från Nintendo som kan användas i diverse Nintendo-spel
- Disney Infinity – spel som använder liknande koncept, fast med disney´s karaktärer[1]